# Autonomní nervová soustava
Autonomní nervová soustava (ANS) nebo také vegetativní soustava je součástí periferního nervového systému, jehož úlohou je udržovat optimální vnitřní podmínky organismu (homeostázu). Tato činnost je vykonávána bez vědomé činnosti jedince. ANS udržuje srdeční a dýchací frekvenci, vykonává proces trávení, pocení, močení, tvoří sliny, ovládá průměr zornice, má důležitou úlohu v pohlavním vzrušení. Ačkoliv nejvíce jeho činností je nevědomých, některé, jako proces dýchání, pracují v součinnosti s vědomými procesy. Jeho hlavními součástmi jsou senzorický systém, motorický systém (sestávající z parasympatického a sympatického systému) a enterický nervový systém.
Pojem autonomní nervový systém by se dal jednoduše definovat jako organizované skupiny senzorických a motorických neuronů, jež inervují útroby (latinsky viscera). Tyto neurony tvoří reflexní oblouky, z nichž část zasahuje do mozkového kmene, konkrétně do jeho části zvané prodloužená mícha. Pokud je poškozen pouze centrální nervový systém (CNS), život je stále možný, neboť nejsou zasaženy jeho hierarchicky podřízené části řídící činnosti kardiovaskulární, trávicí a dýchací soustavy.

## Anatomická stavba
Reflexní oblouk autonomní nervové soustavy sestává z aferentní senzorické větve a eferentní motorické větve.

### Viscerosenzorické neurony
Senzorická větev je tvořena primárními viscerálními senzorickými neurony, jež se nachází v periferním nervovém systému (PNS), v kraniálních (hlavových) senzorických gangliích: v ganglion geniculi nervi facialis (v kolénkovém gangliu lícního nervu, tj. VII. hlavového nervu), v ganglion inferius nervi glossopharyngei neboli v ganglion petrosum (ganglion patřící IX. hlavovému nervu) a v ganglion nodosum neboli v ganglion inferius nervi vagi (ganglion patřící k bloudivému nervu, tj. X. hlavovému nervu). Senzorické neurony sledují množství CO2, kyslíku a glukózy v krvi (glykémie), arteriálních tlaků ve velkých tepnách a chemické složení obsahu žaludku a střeva. (Také přenáší signály z orgánů chuti). Množství kyslíku a CO2 v krvi jsou zjišťována tzv. karotickým tělískem (glomus caroticum), malou skupinou chemosenzorů nacházejících se v místě větvení karotidy (krkavice). Glomus caroticum je inervováno z ganglion petrosum patřícím IX. hlavovému nervu.
Primární senzorické neurony přenášejí signály viscerálního senzorického čití až neuronům tvořícím jádro v prodloužené míše zvané nucleus tractus solitarius, které shromažďuje veškeré aferentní viscerosenzorické informace. Nucleus tractus solitarii taktéž přijímá signály z nedalekého chemosenzorického centra area postrema, jež zjišťuje toxiny v krvi a mozkomíšním moku a je zodpovědné za zvracení vyvolané chemickými látkami (v praxi např. těmi obsaženými ve zkažených potravinách). Všechny tyto informace z viscerosenzorického čití zasahují do involuntární (nevědomé) aktivity motoneuronů autonomního nervového systému.

### Motoneurony
Motoneurony ANS se také nacházejí v PNS. Jejich skupiny se nazývají autonomní ganglia. Dělí se na tři skupiny, které mají zcela odlišné účinky na cílové orgány. Jsou jimi sympatikus, parasympatikus a enterický nervový systém.
Aktivita neuronů autonomních ganglií je modulována pregangliovými neurony (proto někdy nazývány visceromotoneurony) lokalizovanými v CNS. Ty patřící k sympatiku jsou v hrudních a bederních (lumbálních) míšních segmentech. Proto je sympatikus označován jako thorakolubální systém. Pregangliové parasympatické neurony se nacházejí v prodloužené míše, kde tvoří tzv. visceromotorická jádra (latinsky nuclei): nucleus posterior nervi vagi patřící k bloudivému nervu, tj. X. hlavovému nervu. Dalšími jsou nucleus ambiguus, který sdružuje visceromotoneurony pro IX., X. a XI. hlavový nerv. Tyto nervy inervují hladké svaly hltanu, měkkého patra, jícnu, hrtanu aj. Nuclei salivatores jsou jádra, která řídí proces slinění ve velkých i malých slinných žlázách. Zcela isolovaným parasympatickým oddílem je oblast křížové (sakrální) míchy. Z tohoto důvodu se parasympatikus také nazývá kraniosakrální systém. Enterické neurony jsou rovněž zčásti řízeny a modulovány z určitých oddílů CNS, především se to týká nucleus posterior nervi vagi.

#### Sympatická ganglia
Sympatická ganglia se nacházejí v párovém sympatickém kmeni umístěném po obou stranách obratlů páteře. Tento párový kmen se nazývá sympatický kmen (latinsky truncus sympaticus). Tato sympatická ganglia se označují jako paravertebrální ganglia. Jsou po celé délce sympatického kmene od krčního oddílu po křížový. Krční oddíl obsahuje tři velká ganglia, další počty ganglií zhruba odpovídají počtu míšních segmentů jednotlivých segmentů. Z umístění sympatických ganglií blízko páteře vyplývá, že jejich eferentní postgangliová vlákna jsou na rozdíl od postgangliových vláken parasympatiku dlouhá.

#### Parasympatická ganglia
Parasympatická ganglia, jak už bylo naznačeno, jsou umístěna v blízkosti cílových orgánů a jejich postgangliová vlákna jsou tudíž krátká. Příkladem může být ganglion submandibulare, který je v blízkosti slinných žláz, nebo parakardiální ganglia umístěná v blízkosti srdce apod.

#### Enterická ganglia
Enterická ganglia, která inervují trávicí trubici, jsou lokalizovaná uprostřed jejích stěn a celkově obsahují tolik neuronů jako v celé míše zahrnujíc místní senzorické neurony (především sledující změny tenze stěn), motoneurony a interneurony. Enterický nervový systém je jedinou čistě samostatnou součástí ANS. Trávicí trubice proto může fungovat i v izolaci. Z tohoto důvodu označují někteří autoři enterický nervový systém za „enterický mozek“.

## Funkce
Sympatikus a parasympatikus obvykle pracují protichůdně. Jejich vztah však není absolutně antagonistický, neboť se často navzájem doplňují. Ne zcela platí představa, že sympatikus funguje jako "akcelerátor" a parasympatikus jako "brzda". Sympatikus se především účastní dějů vyžadujících okamžité reakce, zatímco parasympatikus dějů probíhajících v celkovém tělesném klidu. Z toho důvodu se k sympatiku pojí heslo bojuj, nebo uteč (v angličtině fight or flight) a k parasympatiku odpočívej a zažívej (rest and digest).
Avšak mnoho činností sympatiku a parasympatiku se nevztahují k výše uvedeným heslům. Například vstávání z pozice vsedě a vleže by v případě neexistence reakcí sympatiku vedlo k náhlému neudržitelnému poklesu krevního tlaku. Jiným příkladem je stálá reakce sympatiku a parasympatiku na srdeční frekvenci v důsledku změn způsobených nádechem a výdechem. Celkově jsou tedy sympatikus a parasympatikus systémy, které (obvykle v protichůdném vztahu) regulují životní funkce jednotlivých orgánů za účelem dosažení homeostázy. Některé jejich typické činnosti a reakce jsou v tomto seznamu:

### Sympatikus
Je odpovědný za okamžité reakce organismu na hrozící nebezpečí: mobilizuje zásoby energie a inhibuje proces trávení:
- Odvádí krev z trávicí soustavy a z kůže. Mechanismem je vazokonstrikce.
- Zvyšuje perfuzi (průtok krve) kosterní a srdeční svalovinou a plícemi (perfuze kosterní svaloviny může být zvýšena až o 1200%).
- Dilatuje (rozšiřuje) bronchioly (průdušinky), což zvyšuje alveolární výměnu plynů.
- Zvyšuje srdeční frekvenci a kontraktilitu kardiomyocytů (srdečních svalových buněk), čímž zvyšuje celkový výkon srdce: Především do kosterních svalů může proudit zvýšené množství krve.
- Dilatuje zornice, čímž zvyšuje množství světla vstupujícího do oka na sítnici.
- Mění akomodací dioptrickou mohutnost čočky tak, aby světelné paprsky dopadaly na sítnici. Zaostřuje tak obraz při pohledu na objekty v různé vzdálenosti.

### Parasympatikus
Zajišťuje činnost organismu v klidu a bezpečí. Zařizuje zklidnění celkové činnosti organismu (přechod z vlivu sympatiku). Stimuluje proces trávení.
- Dilatuje cévy vedoucí do gastrointestinálního traktu (GIT je trávicí soustava), čímž zvyšuje perfuzi jeho jednotlivých oddílů. Toto je důležité při trávení, protože jednotlivé části GIT mají v průběhu trávení zvýšené nároky na zásobování nejen živin, kyslíku, ale i vody pro tvorbu trávicích šťáv.
- Parasympatický nervový systém může kontrahovat bronchioly, čímž sníží úroveň alveolární výměny plynů. Toto koná za běžných okolností ve stavu, kdy organismus potřebuje málo kyslíku.
- Během akomodace způsobuje zúžení zornic a čoček.
- Parasympatikus stimuluje sekreci slin a zrychluje peristaltiku.
- Řídí plnění erektilních orgánů krví (tj. jejich erekci) cestou nervi splanchnici pelvici (pánevních útrobních nervů), jejichž neurony mají těla v křížovém oddílu míchy (konkrétně S2-S4).

## Neurotransmiterya jejichreceptory
Pregangliové synapse sympatiku i parasympatiku jsou cholinergní (jako neurotransmiter funguje acetylcholin), stejně jako postgangliová synapse parasympatiku. Všechny postgangliové synapse sympatiku jsou adrenergní (neurotransmiterem je noradrenalin) s výjimkou těch na potních žlázách, které jsou cholinergní. Na synapsích sympatiku účinkuje i řada kotransmiterů, jako např. ATP. Neurotransmitery působí jen při navázání na specifické postsynaptické receptory, jichž je mnoho skupin a podskupin. Jsou uvedeny v tabulce pod touto kapitolou.
- Neurony dřeně nadledvin představují ohromnou skupinu sympatických postgangliových neuronů vylučujících adrenalin a noradrenalin jako hormony do krevního oběhu, které po navázání na adrenoreceptory způsobí výrazné zvýšení sympatické aktivity na všech zasažených orgánech.
- V kůře nadledvin na presynaptické neurony nenavazují žádné postsynaptické neurony. Namísto toho presynaptické neurony vylučují acetylcholin působící prostřednictvím nikotinových cholinergních receptorů.

### Kardiovaskulární soustava

#### Srdce
| Target        | Sympatikus (adrenergní receptory) | Parasympatikus (muskarinové cholinergní receptory) |
| srdeční výdej | ß1, (ß2): zvyšuje                 | M2: snižuje                                        |

| SA uzel: srdeční frekvence (pozitivní chronotropní efekt = vliv na srdeční frekvenci);          | ß1, (ß2) [1]: zvyšuje                                                                     | M2: snižuje                                                                                |
| předsíň srdeční svalovina: kontraktilita (pozitivní inotropní efekt, což je vliv na sílu stahu) | ß1, (ß2)[1]: zvyšuje                                                                      | M2: snižuje                                                                                |
| komora srdeční svalovina                                                                        | ß1, (ß2): zvyšuje kontraktilitu (pozitivní inotropní efekt) zvyšuje srdeční automacie [2] | ---                                                                                        |
| účinek na AV uzel                                                                               | ß1: zvyšuje rychlost vedení posouvá práh pro depolarisaci do pozitivnějších hodnot [2]    | M2: snižuje vedení až ke vzniku síňokomorové blokády při umělé stimulaci bludného nervu[2] |

#### Cévy
| Účinek               | Sympatikus (adrenergní synapse) | Parasympatikus (muskarinové cholinergní receptory) |
| hladká svalovina cév | α: kontrahuje; ß2: relaxuje     | M3: relaxuje                                       |

| renální arterie                      | α1[3]: kontrahuje          | ---          |
| velké koronární arterie              | α1 a α2[4]: kontrahuje [2] | ---          |
| malé koronární arterie               | ß2:dilatuje [5]            | ---          |
| útrobní arterie (viscerální)         | α: kontrahuje              | ---          |
| kožní arterie                        | α: kontrahuje              | ---          |
| mozkové arterie                      | α1[6]: kontrahuje [2]      | ---          |
| arterie vedoucí do erektilních tkání | α1[7]: kontrahuje          | M3: dilatuje |
| arterie vedoucí do slinných žláz     | α: kontrahuje              | M3: dilatuje |
| jaterní arterie                      | ß2: dilatuje               | ---          |
| arterie vedoucí do kosterních svalů  | ß2: dilatuje               | ---          |
| Cévy | α1 a α2 [8]: kontrahuje ß2: dilatuje | --- |

#### Ostatní
| Účinek                 | Sympatikus (adrenergní receptory) | Parasympatikus (muskarinové cholinergní receptory) |
| krevní destičky        | α2: agreguje                      | ---                                                |
| žírné buňky - histamin | ß2: inhibuje                      | ---                                                |

### Dýchací soustava
| Účinek                      | Sympatikus (adrenergní receptory)                                              | Parasympatikus (muskarinové cholinergní receptory) |
| hladká svalovina bronchiolů | ß2: relaxuje (silný vliv) alpha-1 adrenergní receptor: kontrahuje (slabý vliv) | M3: kontrahuje                                     |

Bronchioly nemají sympatickou inervaci. Na místo toho na ně působí adrenalin z krevního oběhu.

### Nervová soustava
| Účinek         | sympatikus (adrenergní receptory) | parasympatikus (muskarinové cholinergní receptory) |
| zornice        | α1: relaxuje                      | M3: kontrahuje                                     |
| ciliární svaly | ß2: relaxuje                      | M3: kontrahuje                                     |

### Trávicí soustava
| Účinek                        | Sympatikus (adrenergní receptory)                                               | Parasympatikus (muskarinové cholinergní receptory) |
| slinné žlázy: sekrece         | ß: zvyšuje viskozitu, sekreci amylasy α1: stimuluje sekreci draselného kationtu | M3: stimuluje sekreci vody                         |
| slzné žlázy: slzy             | ß2: Sekrece proteinů                                                            | M3: zvyšuje produkci slz                           |
| ledviny: renin                | ß2: secernuje                                                                   | ---                                                |
| parietální buňky              | ---                                                                             | M1: sekrece HCl                                    |
| játra                         | α1, ß2: glykogenolýza, glukoneogeneze                                           | ---                                                |
| adipocyty (tukové buňky)      | ß3: stimuluje lipolýzu                                                          | ---                                                |
| GIT motilita hladké svaloviny | α1, α2, ß2: snižuje                                                             | M3, (M1) : zvyšuje                                 |
| sfinktery (svěrače) GIT       | α2 , ß2: kontrahuje                                                             | M3: relaxuje                                       |
| žlázy GIT                     | žádný účinek                                                                    | M3: secernuje                                      |

### Endokrinní soustava
| Účinek                                   | Sympatikus (adrenergní receptory)                           | Parasympatikus (muskarinové cholinergní receptory) |
| slinivka břišní (Langerhansovy ostrůvky) | α2: snižuje sekreci beta buněk, zvyšuje sekreci alpha buněk | M3 zvyšuje stimulaci z kalfa buněk a beta buněk    |
| dřeň nadledvin                           | Nikotinový cholinergní receptor: secernuje acetylcholin     | ---                                                |

### Vylučovací soustava
| Účinek                                                                | Sympatikus (adrenergní receptory) | Parasympatikus (muskarinový cholinergní receptor) |
| musculus detrusor urinae (sval vypuzovač moči) stěny močového měchýře | ß2: relaxuje                      | kontrahuje                                        |
| močovod                                                               | α1: kontrahuje                    | relaxuje                                          |
| sfinkter                                                              | α1: kontrahuje; ß2 relaxuje       | relaxuje                                          |

### Rozmnožovací soustava
| Účinek          | Sympatikus (adrenergní receptory)                                 | Parasympatikus (muskarinové cholinergní receptory) |
| děloha          | α1: kontrahuje (u těhotných žen) ß2: relaxuje (u netěhotných žen) | ---                                                |
| pohlavní orgány | α: kontrahuje (ejakulace)                                         | M3: erekce                                         |

### Kůže
| Účinek                                         | Sympatikus (muskarinové cholinegní receptory a adrenergní receptory) | Parasympatikus (muskarinové cholinergní receptory) |
| sekrece potu                                   | M: stimuluje (silný vliv); α1: stimuluje (slabý vliv)                | ---                                                |
| musculus erector pili (sval vzpřimovač chlupu) | α1: stimuluje                                                        | ---                                                |